# Bolitoglossa diminuta
Bolitoglossa diminuta é uma espécie de anfíbio caudado pertencente à família Plethodontidae, sub-família Plethodontinae. Possuem cores semelhantes à do solo. Os machos adultos medem de 44 à 57 mm, e as fêmeas de 53 à 67 mm.